# Campionati italiani femminili assoluti di atletica leggera 1924
I II campionati italiani femminili assoluti di atletica leggera si sono tenuti a Milano il 27 e 28 settembre 1924. Sono stati assegnatiundici titoli in altrettante discipline.
Rispetto alla precedente edizione furono introdotti gli 800 metri piani, alla staffetta 4×75 metri si aggiunse la staffetta 4×200 metri e nel programma dei lanci fece il suo ingresso il lancio del disco.
Durante la manifestazione fu battuto il record italiano negli 800 metri piani (Amelia Schenone, 2'40"4/5), negli 83 metri ostacoli (Olga Barbieri, 14"3/5) e nella staffetta 4×200 metri (Società Ginnastica Forza e Coraggio Milano, 2'00"0).

## Risultati
| Specialità                        | Oro                                                                                     | Prestazione | Argento                                                                                  | Prestazione | Bronzo                                                      | Prestazione            |
| Corse                             | Corse                                                                                   | Corse       | Corse                                                                                    | Corse       | Corse                                                       | Corse                  |
| --------------------------------- | --------------------------------------------------------------------------------------- | ----------- | ---------------------------------------------------------------------------------------- | ----------- | ----------------------------------------------------------- | ---------------------- |
| 80 m                              | Olga Barbieri Società Ginnastica Costantino Reyer                                       | 11"0        | Ginetta Zacconi Unione Sportiva Milanese                                                 | a 2 metri   | Maria Piantanida Società Ginnastica Pro Patria et Libertate | s/t                    |
| 250 metri piani                   | Olga Barbieri Società Ginnastica Costantino Reyer                                       | 37"1/5      | Bruna Pizzini Sport Club Italia                                                          | 39"1/5      | Amelia Schenone Forza e Coraggio Milano                     | s/t                    |
| 800 metri piani                   | Amelia Schenone Forza e Coraggio Milano                                                 | 2'40"4/5    | Angelina Dassì Unione Sportiva Milanese                                                  | 2'47"4/5    | Rosa Biaggi Gruppo Sportivo Stamperia Italiana Legnano      | s/t                    |
| 83 metri ostacoli                 | Olga Barbieri Società Ginnastica Costantino Reyer                                       | 14"3/5      | Bruna Nebuloni Unione Sportiva Milanese                                                  | 16"4/5      | Alia Luraghi Cotonificio Cantoni                            | s/t                    |
| Staffetta 4×75 m                  | Forza e Coraggio Milano Luigia Bonfanti Alice Bigatti Rosetta Gariboldi Maria Bonfanti  | 41"3/5      | Unione Sportiva Milanese                                                                 | 43"2/5      | Cotonificio Cantoni                                         | s/t                    |
| Staffetta 4×200 m                 | Forza e Coraggio Milano Luigina Bonfanti Alice Bigatti Rosetta Gariboldi Maria Bonfanti | 2'00"0      | Unione Sportiva Milanese Emma Ghiringhelli Bruna Nebuloni Angelina Dassì Ginetta Zacconi | 2'03"4/5    | Medaglia non assegnata                                      | Medaglia non assegnata |
| Salti                             |                                                                                         |             |                                                                                          |             |                                                             |                        |
| Salto in alto                     | Andreina Sacco libera                                                                   | 1,31 m      | Alice Bigatti SG Forza e Coraggio Milano                                                 | 1,26 m      | Medaglia non assegnata                                      | Medaglia non assegnata |
| Salto in alto                     | Andreina Sacco libera                                                                   | 1,31 m      | Bruna Nebuloni Unione Sportiva Milanese                                                  | 1,26 m      | Medaglia non assegnata                                      | Medaglia non assegnata |
| Salto in lungo                    | Maria Piantanida SG Pro Patria et Libertate                                             | 4,63 m      | Andreina Sacco libera                                                                    | 4,32 m      | Medaglia non assegnata                                      | Medaglia non assegnata |
| Salto in lungo                    | Maria Piantanida SG Pro Patria et Libertate                                             | 4,63 m      | Luigina Bonfanti Forza e Coraggio Milano                                                 | 4,32 m      | Medaglia non assegnata                                      | Medaglia non assegnata |
| Lanci                             |                                                                                         |             |                                                                                          |             |                                                             |                        |
| Getto del peso a due mani         | Maria Piantanida SG Pro Patria et Libertate                                             | 15,15 m     | Andreina Sacco libera                                                                    | 15,10 m     | Alice Bigatti Forza e Coraggio Milano                       | 15,07 m                |
| Lancio del disco                  | Maria Piantanida SG Pro Patria et Libertate                                             | 25,81 m     | Andreina Sacco libera                                                                    | 21,95 m     | Bruna Nebuloni Unione Sportiva Milanese                     | 20,32 m                |
| Lancio del giavellotto a due mani | Maria Piantanida Società Ginnastica Pro Patria et Libertate                             | 35,71 m     | Giuseppina Borin Società Ginnastica Costantino Reyer                                     | 30,14 m     | Andreina Sacco libera                                       | 27,70 m                |